# Freddy Ravaleu
Freddy Ravaleu (Dinan, 8 april 1977) is een voormalig Frans wielrenner die in het verleden uitkwam voor onder meer Cofidis en Agritubel. Hij wist geen enkele professionele zege te boeken.
Hij is de zoon van Yves Ravaleu en de jongere broer van Stéphan Ravaleu, beiden ook oud-wielrenners.

## Grote rondes
Geen